# Florian Rieder
Florian Rieder (* 16. Mai 1996) ist ein österreichischer Fußballspieler.

## Karriere
Rieder begann seine Karriere beim Innsbrucker AC. 2005 kam er zum SV Natters. Danach spielte er noch bei der WSG Wattens, der SVG Reichenau und dem Innsbrucker SK, ehe er 2012 in die Jugend des FC Wacker Innsbruck kam.
Im März 2014 spielte er schließlich erstmals für die Amateure der Innsbrucker in der Regionalliga, als er am 17. Spieltag der Saison 2013/14 gegen den SV Seekirchen 1945 in der 52. Minute für Kevin Nitzlnader eingewechselt wurde.
Nach vier Jahren bei Wacker Innsbruck wechselte Rieder zur Saison 2016/17 zum FC Kufstein. Nach nur einem halben Jahr bei Kufstein kehrte er allerdings im Jänner 2017 zu Wacker zurück. Im Mai 2017 debütierte er schließlich für die Profis in der zweiten Liga, als er am 35. Spieltag der Saison 2016/17 gegen den SV Horn in der 72. Minute für Ante Roguljić eingewechselt wurde. In jenem Spiel konnte er sogar den Treffer zum zwischenzeitlichen 2:0 erzielen.
Zur Saison 2017/18 erhielt Rieder einen bis Juni 2019 gültigen Profivertrag. Mit Innsbruck stieg er 2018 in die Bundesliga auf. Mit Wacker musste er 2019 wieder aus der Bundesliga absteigen.
Daraufhin wechselte er zur Saison 2019/20 zum Bundesligisten WSG Tirol. In zwei Spielzeiten bei der WSG kam er zu 60 Bundesligaeinsätzen, in denen er drei Tore erzielte. Nach der Saison 2020/21 verließ er den Verein und wechselte zum Ligakonkurrenten SK Austria Klagenfurt, bei dem er einen bis Juni 2023 laufenden Vertrag erhielt. Für Klagenfurt kam er zu 44 Bundesligaeinsätzen, in denen er sechsmal traf.
Nach zwei Spielzeiten in Klagenfurt wechselte er nach seinem Vertragsende weiter innerhalb der Bundesliga zum Wolfsberger AC. Für Wolfsberg absolvierte er insgesamt 22 Bundesligaspiele. Im August 2024 kehrte er zur WSG Tirol zurück.